# 猶他州第四國會選區
猶他州第四國會選區（英語：Fourth Congressional District of Utah）是2010年美國人口普查之后增设的国会选区，而在此之前，犹他州只有三个国会选区。
该选区的85%位于盐湖县，其中包括盐湖城的一部分，和犹他州的第二选区以及第三选区共同瓜分之。此外该选区还囊括了犹他县、贾布县以及桑皮特县的部分地区。该选区于2012选出了第一位国会众议员。
由于选区重划，原本属于猶他州第二國會選區的民主党议员吉姆·马特森被划分至第四选区。而共和党派出的候选人为萨拉托加温泉市的前市长米娅·洛夫，她在共和党初选中击败了斯蒂芬·桑德斯特伦和卡尔·维默从而获得了共和党提名。
2012年11月6日，民主党候选人马特森以微弱优势击败洛夫赢得选举，此后一直担任该选区代表直至2015年。此后他没有选择连任。2014年，米娅·洛夫卷土重来，成功当选国会众议员。她是美国历史上第一个海地裔议员、第一个黑人女性共和党议员，以及第一个来自犹他州的黑人议员。
在2018年的选举中，洛夫第三次参选，在近27万张选票中以694票的劣势输给了原盐湖县县长本·麦克亚当斯，因此·该选区成为了由民主党代表的选区中最偏向于共和党的国会选区。2020年，共和党人伯吉斯·欧文斯以微弱优势击败麦克亚当斯，为共和党重新赢得了国会席位。

## 总统选举结果
| 年份   | 结果                |
| ------ | ------------------- |
| 2012年 | 罗姆尼 67.2 - 30.2% |
| 2016年 | 川普 39.1 - 32.4%   |
| 2020年 | 川普 52.4 - 43.3%   |

## 議員列表
| 眾議員                    | 黨籍   | 任期                        | 國會屆次        | 選舉歷史                                              | 选区地图                            |
| ------------------------- | ------ | --------------------------- | --------------- | ----------------------------------------------------- | ----------------------------------- |
| 2013年1月3日選區成立      |        |                             |                 |                                                       |                                     |
| 吉姆·馬特森（盐湖城）     | 民主党 | 2013年1月3日－ 2015年1月3日 | 第113届         | 原為猶他州第二國會選區當區眾議員，2012年連任。 退休。 | 2013年至今 犹他县、贾布县和桑皮特县 |
| 米娅·洛夫（萨拉托加温泉） | 共和党 | 2015年1月3日－ 2019年1月3日 | 第114屆 第115屆 | 2014年當選 2016年連任 2018年連任失敗                  | 2013年至今 犹他县、贾布县和桑皮特县 |
| 本·麥克亞當斯（盐湖城）   | 民主党 | 2019年1月3日－ 2021年1月3日 | 第116屆         | 2018年當選 2020年連任失敗                             | 2013年至今 犹他县、贾布县和桑皮特县 |
| 伯吉斯·欧文斯（盐湖城）   | 共和党 | 2021年1月3日至今            | 第116屆         | 2020年當選                                            | 2013年至今 犹他县、贾布县和桑皮特县 |